# Nils Schomber
Nils Schomber (* 15. März 1994 in Neuss) ist ein ehemaliger deutscher Radrennfahrer.

## Sportliche Laufbahn
2011 wurde Nils Schomber, der für den VfR Büttgen startete, zweifacher deutscher Junioren-Meister, in der Einer- sowie in der Mannschaftsverfolgung, gemeinsam mit Nils Politt, Stefan Schneider und Ruben Zepuntke. Im April 2012 fuhr der damals 18-jährige mit 3:18,766 min. einen neuen deutschen Rekord in der 3000-Meter-Einerverfolgung.
2012 wurde Schomber deutscher Meister der Junioren im Einzelzeitfahren auf der Straße sowie in der Einerverfolgung und im Zweier-Mannschaftsfahren (mit Nils Politt) auf der Bahn. Bei den Bahn-Europameisterschaften 2012 der U23 im portugiesischen Anadia errang er gemeinsam mit Domenic Weinstein, Jonas Tenbrock  und Leon Rohde die Bronzemedaille in der Mannschaftsverfolgung, in der Einerverfolgung holte er Silber. 2014 wurde er gemeinsam mit Kersten Thiele, Theo Reinhardt und Henning Bommel deutscher Meister in der Mannschaftsverfolgung. Bei den Bahn-Europameisterschaften im selben Jahr wurde er mit denselben Partnern Vize-Europameister ebenfalls in der Mannschaftsverfolgung und belegte in der Einerverfolgung Platz vier.
2015 errang das Quartett Schomber, Bommel, Reinhardt und Weinstein den nationalen Titel in der Mannschaftsverfolgung. Im Jahr darauf wurde er für die Teilnahme an den Olympischen Spielen in Rio de Janeiro nominiert, wo er gemeinsam mit Henning Bommel, Kersten Thiele, Domenic Weinstein und Theo Reinhardt Rang fünf in der Mannschaftsverfolgung belegte. Bei den UCI-Bahn-Weltmeisterschaften 2018 in Apeldoorn stellte der deutsche Bahn-Vierer mit Schomber mit 3:56,594 Minuten einen neuen deutschen Rekord auf und belegte Rang vier. Bei den deutschen Bahnmeisterschaften 2019 belegte er – wie schon im Jahr zuvor – in der Einerverfolgung Platz drei.

## Erfolge

### Bahn
2012
- Junioren-Europameisterschaft – Einerverfolgung
- Junioren-Europameisterschaft – Mannschaftsverfolgung (mit Domenic Weinstein, Leon Rohde und Jonas Tenbrock)

2014
- UEC-Bahn-Europameisterschaften – Mannschaftsverfolgung (mit Kersten Thiele, Theo Reinhardt und Henning Bommel)

2015
- Deutscher Meister – Mannschaftsverfolgung (mit Henning Bommel, Theo Reinhardt und Domenic Weinstein)

2019
- Deutscher Meister – Mannschaftsverfolgung (mit Felix Groß, Leon Rohde und Theo Reinhardt)

### Straße
2015
- eine Etappe Dookoła Mazowsza
- Deutscher Meister – Mannschaftszeitfahren